# Казарма 27 км
Казарма 27 км — населённый пункт в составе Нытвенского городского округа в Пермском крае.

## Географическое положение
Казарма расположена в восточной части округа примерно в 4 километрах на восток-северо-восток от города Нытва у железной дороги Чайковская — Нытва.

## Климат
Климат характеризуется как умеренно континентальный, с морозной снежной зимой и коротким тёплым летом. Средняя многолетняя температура самого холодного месяца (января) составляет −15…−18,5 °C, температура самого тёплого (июля) 15—18,5 °C. Длительность вегетационного периода (с температурой выше +5 °C колеблется от 145 до 165 дней. Среднегодовое количество осадков — 550—600 мм.

## История
Посёлок появился при строительстве железной дороги.
Населённый пункт до 2020 года входил в состав Уральского городского поселения Нытвенского района. После упразднения обоих муниципальных образований входит в состав Нытвенского городского округа.

## Население
Постоянное население составляло 8 человек в 2002 году (75 % русские), 13 человек в 2010 году.